# Associazione Calcio Hellas Verona 1972-1973
Questa voce raccoglie le informazioni riguardanti l'Associazione Calcio Hellas Verona nelle competizioni ufficiali della stagione 1972-1973.

## Stagione

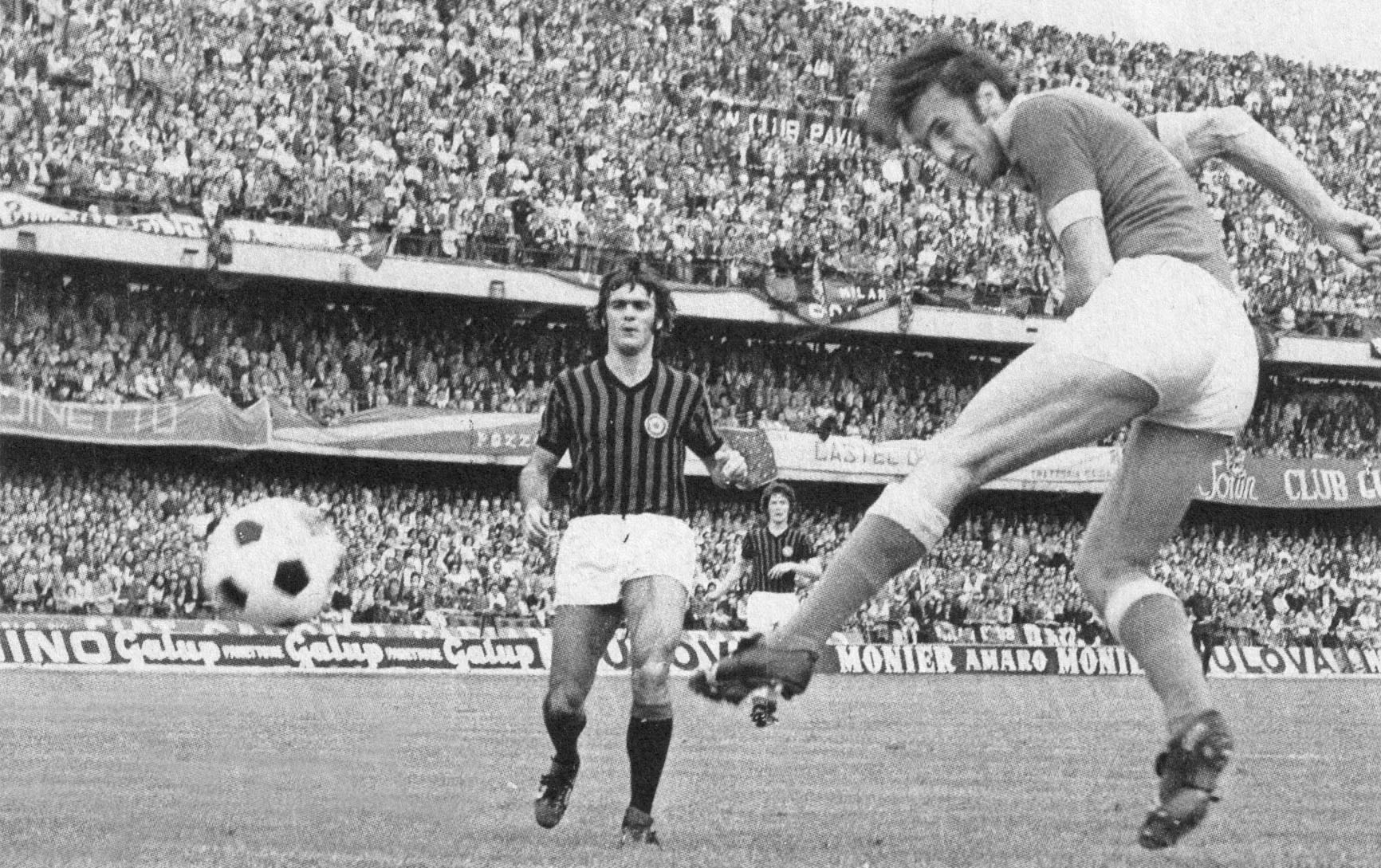
Paolo Sirena mentre apre le marcature contro al Milan.

In panchina viene confermato Giancarlo Cadè. Il calciomercato estivo si mise in luce per l'arrivo del fuoriclasse Gianfranco Zigoni dalla Roma. Costui giocherà nel Verona fino al termine della stagione 1977-1978 e nonostante i numeri (29 reti in 139 partite di campionato giocate, di cui 7 gol in 21 partite nella sua stagione d'esordio), grazie alle sue giocate da urlo e alcuni gesti clamorosi diventò l'idolo della tifoseria scaligera ed è tuttora un patito della squadra.
La stagione è ricordata soprattutto per il turno finale, dove i gialloblù si imposero in casa sul Milan per 5-3 facendogli perdere lo scudetto "della stella" che fu vinto dalla Juventus per un punto. Anni dopo, Zigoni (che fornì gli assist a Livio Luppi) è stato incluso nel quarto volume de La Grande Storia Del Milan, per cui ha rilasciato la seguente testimonianza:
(Gianfranco Zigoni, La Grande Storia Del Milan, volume 4)
Tale evento darà alla squadra il soprannome Fatal Verona e al Milan accadrà nuovamente alla penultima giornata del campionato 1989-1990.
In Coppa Italia, il Verona è inserito nel Gruppo 1 e conquista 4 pareggi in altrettante gare contro Varese, Foggia, Juventus (vincitrice del gruppo e finalista del torneo) e Novara. Anche la Coppa Anglo-Italiana viene snobbata, tanto da ottenere come unica vittoria il 2-1 interno sul Luton Town.

## Rosa
| N. |                   | Ruolo | Calciatore            |
| -- | ----------------- | ----- | --------------------- |
|    | Italia (bandiera) | P     | Angelo Colombo        |
|    | Italia (bandiera) | P     | Mario Giacomi         |
|    | Italia (bandiera) | P     | Pier Luigi Pizzaballa |
|    | Italia (bandiera) | D     | Klaus Bachlechner     |
|    | Italia (bandiera) | D     | Alberto Batistoni     |
|    | Italia (bandiera) | D     | Glauco Cozzi          |
|    | Italia (bandiera) | D     | Luigi Mascalaito      |
|    | Italia (bandiera) | D     | Enzo Monaldi          |
|    | Italia (bandiera) | D     | Franco Nanni          |
|    | Italia (bandiera) | D     | Roberto Ranghino      |
|    | Italia (bandiera) | D     | Paolo Sirena          |
|    | Italia (bandiera) | C     | Pierluigi Busatta     |

| N. |                   | Ruolo | Calciatore         |
| -- | ----------------- | ----- | ------------------ |
|    | Italia (bandiera) | C     | Nicola Ciccolo     |
|    | Italia (bandiera) | C     | Giordano Cinquetti |
|    | Italia (bandiera) | C     | Dino Landini       |
|    | Italia (bandiera) | C     | Giorgio Maioli     |
|    | Italia (bandiera) | C     | Roberto Mazzanti   |
|    | Italia (bandiera) | A     | Franco Bergamaschi |
|    | Italia (bandiera) | A     | Claudio Ciceri     |
|    | Italia (bandiera) | A     | Giuseppe Fagni     |
|    | Italia (bandiera) | A     | Carlo Jacomuzzi    |
|    | Italia (bandiera) | A     | Livio Luppi        |
|    | Italia (bandiera) | A     | Emiliano Mascetti  |
|    | Italia (bandiera) | A     | Gianfranco Zigoni  |

## Calciomercato

### Sessione estiva(fino al 14 luglio 1972)
| Acquisti | Acquisti          | Acquisti      | Acquisti      |
| R.       | Nome              | da            | Modalità      |
| -------- | ----------------- | ------------- | ------------- |
| D        | Klaus Bachlechner | Pisa          | fine prestito |
| D        | Glauco Cozzi      | Civitavecchia | fine prestito |
| C        | Pierluigi Busatta | Catanzaro     | definitivo    |
| C        | Roberto Mazzanti  | Brescia       | definitivo    |
| A        | Claudio Ciceri    | Carpi         | definitivo    |
| A        | Carlo Jacomuzzi   | Novara        | definitivo    |
| A        | Mauro Listanti    | Cesena        | definitivo    |
| A        | Livio Luppi       | Torino        | comproprietà  |
| A        | Lucio Mujesan     | Bari          | definitivo    |
| A        | Gianfranco Zigoni | Roma          | definitivo    |

| Cessioni | Cessioni        | Cessioni  | Cessioni     |
| R.       | Nome            | a         | Modalità     |
| -------- | --------------- | --------- | ------------ |
| C        | Sergio Ferrari  | Catanzaro | definitivo   |
| C        | Angelo Orazi    | Roma      | definitivo   |
| A        | Fabio Enzo      | Novara    | definitivo   |
| A        | Mauro Listanti  | Genoa     | definitivo   |
| A        | Giorgio Mariani | Napoli    | comproprietà |
| A        | Lucio Mujesan   | Roma      | definitivo   |
| A        | Alberto Reif    | Atalanta  | definitivo   |

### Sessione autunnale(dal 1° al 10 novembre 1972)
| Acquisti | Acquisti       | Acquisti     | Acquisti   |
| R.       | Nome           | da           | Modalità   |
| -------- | -------------- | ------------ | ---------- |
| C        | Nicola Ciccolo | L.R. Vicenza | definitivo |

| Cessioni | Cessioni     | Cessioni | Cessioni   |
| R.       | Nome         | a        | Modalità   |
| -------- | ------------ | -------- | ---------- |
| C        | Dino Landini | Reggina  | definitivo |

## Risultati

### Serie A

#### Girone di andata
| Arbitro: | Torelli (Milano) |

|               |           |                         |
| Luppi 9’, 27’ | Marcatori | 14’ Spadoni 55’ Franzot |

| Arbitro: | R. Lattanzi (Roma) |

|               |           |           |
| Salvadore 85’ | Marcatori | 50’ Luppi |

| Arbitro: | Gonella (Asti) |

|            |           |                                  |
| Zigoni 82’ | Marcatori | 6’ (aut.) Mascalaito 39’ Clerici |

| Arbitro: | Calì (Roma) |

|  |           |             |
|  | Marcatori | 24’ Busatta |

| Arbitro: | Serafino (Roma) |

|  |           |          |
|  | Marcatori | 65’ Moro |

| Palermo 12 novembre 1972, ore 14:30 CET 6ª giornata | Palermo          | 0 – 0 | Verona | Stadio La Favorita (14 863 spett.)\| Arbitro: \| Casarin (Milano) \| |
| Arbitro:                                            | Casarin (Milano) |       |        |                                                                      |

| Verona 19 novembre 1972, ore 14:30 CET 7ª giornata | Verona           | 0 – 0 | Lanerossi Vicenza | Stadio Marcantonio Bentegodi (19 401 spett.)\| Arbitro: \| Bernardis (Roma) \| |
| Arbitro:                                           | Bernardis (Roma) |       |                   |                                                                                |

| Arbitro: | R. Lattanzi (Roma) |

|                              |           |                |
| Rosa 32’ (rig.) Beatrice 60’ | Marcatori | 9’ Bergamaschi |

| Arbitro: | Carminati (Milano) |

|                        |           |              |
| Bergamaschi 10’ (aut.) | Marcatori | 5’ Jacomuzzi |

| Verona 10 dicembre 1972, ore 14:30 CET 10ª giornata | Verona          | 0 – 0 | Bologna | Stadio Marcantonio Bentegodi (17 874 spett.)\| Arbitro: \| Giunti (Arezzo) \| |
| Arbitro:                                            | Giunti (Arezzo) |       |         |                                                                               |

| Arbitro: | Branzoni (Pavia) |

|                            |           |                          |
| P. Pulici 64’, 73’ Bui 70’ | Marcatori | 39’, 90’ (rig.) Mascetti |

| Arbitro: | Gussoni (Varese) |

|             |           |          |
| Busatta 55’ | Marcatori | 86’ Riva |

| Arbitro: | Menegali (Roma) |

|  |           |              |
|  | Marcatori | 50’ Mazzanti |

| Arbitro: | Monti (Ancona) |

|                     |           |               |
| Mascetti 68’ (rig.) | Marcatori | 53’ Chinaglia |

| Arbitro: | Ciacci (Firenze) |

|                   |           |                     |
| Chiarugi 15’, 53’ | Marcatori | 90’ (rig.) Mascetti |

#### Girone di ritorno
| Arbitro: | Porcelli (Lodi) |

|  |           |                     |
|  | Marcatori | 40’ (rig.) Mascetti |

| Verona 4 febbraio 1973, ore 14:30 CET 17ª giornata | Verona              | 0 – 0 | Juventus | Stadio Marcantonio Bentegodi (42 960 spett.)\| Arbitro: \| Lo Bello (Siracusa) \| |
| Arbitro:                                           | Lo Bello (Siracusa) |       |          |                                                                                   |

| Arbitro: | Trono (Torino) |

|                          |           |  |
| Longoni 39’ N. Scala 86’ | Marcatori |  |

| Arbitro: | Monti (Ancona) |

|            |           |              |
| Zigoni 38’ | Marcatori | 25’ Musiello |

| Arbitro: | Michelotti (Parma) |

|                |           |  |
| Boninsegna 17’ | Marcatori |  |

| Arbitro: | Lazzaroni (Milano) |

|            |           |                       |
| Zigoni 21’ | Marcatori | 55’ (aut.) Mascalaito |

| Arbitro: | Giunti (Arezzo) |

|                      |           |                                |
| Poli 37’ Galuppi 41’ | Marcatori | 49’ (rig.) Mascetti 78’ Zigoni |

| Arbitro: | Menegali (Roma) |

|            |           |  |
| Zigoni 80’ | Marcatori |  |

| Verona 8 aprile 1973, ore 15:30 CET 24ª giornata | Verona           | 0 – 0 | Napoli | Stadio Marcantonio Bentegodi (13 240 spett.)\| Arbitro: \| Torelli (Milano) \| |
| Arbitro:                                         | Torelli (Milano) |       |        |                                                                                |

| Arbitro: | Cantelli (Firenze) |

|                                     |           |           |
| G. Savoldi 48’, 50’, 75’ Fedele 78’ | Marcatori | 3’ Zigoni |

| Verona 22 aprile 1973, ore 15:30 CET 26ª giornata | Verona               | 0 – 0 | Torino | Stadio Marcantonio Bentegodi (20 418 spett.)\| Arbitro: \| Gialluisi (Barletta) \| |
| Arbitro:                                          | Gialluisi (Barletta) |       |        |                                                                                    |

| Arbitro: | Casarin (Milano) |

|             |           |           |
| S. Gori 29’ | Marcatori | 79’ Cozzi |

| Arbitro: | Gonella (Asti) |

|                     |           |                       |
| Mascetti 78’ (rig.) | Marcatori | 29’ (rig.) S. Petrini |

| Arbitro: | Ciacci (Firenze) |

|                                |           |            |
| Chinaglia 29’ (rig.) Nanni 43’ | Marcatori | 23’ Zigoni |

| Arbitro: | Monti (Ancona) |

|                                                                 |           |                                   |
| Sirena 17’ Sabadini 25’ (aut.) Luppi 29’, 70’ Turone 72’ (aut.) | Marcatori | 32’ Rosato 81’ Sabadini 90’ Bigon |

### Coppa Italia

#### Gruppo 1
| Verona 27 agosto 1972, ore 21:00 CEST 1ª giornata | Verona           | 0 – 0 | Varese | Stadio Marcantonio Bentegodi\| Arbitro: \| Levrero (Genova) \| |
| Arbitro:                                          | Levrero (Genova) |       |        |                                                                |

| Arbitro: | Bianchi (Firenze) |

|             |           |           |
| Zanolla 60’ | Marcatori | 82’ Luppi |

| Torino 3 settembre 1972, ore 21:00 CEST 3ª giornata | Juventus           | 0 – 0 | Verona | Stadio Comunale (10 688 spett.)\| Arbitro: \| Michelotti (Parma) \| |
| Arbitro:                                            | Michelotti (Parma) |       |        |                                                                     |

| 6 settembre 1972 4ª giornata |  | – Turno di riposo VERONA |  |  |

| Verona 10 settembre 1972, ore 17:00 CEST Gruppo 1 - 5ª giornata | Verona          | 0 – 0 | Novara | Stadio Marcantonio Bentegodi\| Arbitro: \| Schena (Foggia) \| |
| Arbitro:                                                        | Schena (Foggia) |       |        |                                                               |

### Coppa Anglo-Italiana

#### Fase a gruppi
| Arbitro: | Gonella |

|                                          |           |           |
| Hinshelwood 6’ Bell 40’ Whittle 70’, 85’ | Marcatori | 62’ Cozzi |

| Arbitro: | Capey |

|                          |           |            |
| Busatta 6’ Jacomuzzi 47’ | Marcatori | 19’ French |

| Arbitro: | Michelotti |

|                           |           |            |
| Houghton 11’ Knighton 49’ | Marcatori | 74’ Zigoni |

| Arbitro: | Gew |

|           |           |                                          |
| Fagni 89’ | Marcatori | 53’ Olney 67’ Fletcher 70’, 88’ Charlton |

## Statistiche

### Statistiche di squadra
| Competizione         | Punti | In casa | In casa | In casa | In casa | In casa | In casa | In trasferta | In trasferta | In trasferta | In trasferta | In trasferta | In trasferta | Totale | Totale | Totale | Totale | Totale | Totale | D.R. |
| Competizione         | Punti | G       | V       | N       | P       | Gf      | Gs      | G            | V            | N            | P            | Gf           | Gs           | G      | V      | N      | P      | Gf     | Gs     | D.R. |
| -------------------- | ----- | ------- | ------- | ------- | ------- | ------- | ------- | ------------ | ------------ | ------------ | ------------ | ------------ | ------------ | ------ | ------ | ------ | ------ | ------ | ------ | ---- |
| Serie A              | 26    | 15      | 2       | 11      | 2       | 14      | 13      | 15           | 3            | 5            | 7            | 14           | 21           | 30     | 5      | 16     | 9      | 28     | 34     | -6   |
| Coppa Italia         | -     | 2       | 0       | 2       | 0       | 0       | 0       | 2            | 0            | 2            | 0            | 1            | 1            | 4      | 0      | 4      | 0      | 1      | 1      | 0    |
| Coppa Anglo-Italiana | -     | 2       | 1       | 0       | 1       | 3       | 5       | 2            | 0            | 0            | 2            | 2            | 6            | 4      | 1      | 0      | 3      | 5      | 11     | -6   |
| Totale               | 26    | 19      | 3       | 13      | 3       | 17      | 18      | 19           | 3            | 7            | 9            | 17           | 28           | 38     | 6      | 20     | 12     | 34     | 46     | -12  |

### Andamento in campionato
| Giornata  | 1  | 2  | 3  | 4 | 5  | 6  | 7  | 8  | 9  | 10 | 11 | 12 | 13 | 14 | 15 | 16 | 17 | 18 | 19 | 20 | 21 | 22 | 23 | 24 | 25 | 26 | 27 | 28 | 29 | 30 |
| --------- | -- | -- | -- | - | -- | -- | -- | -- | -- | -- | -- | -- | -- | -- | -- | -- | -- | -- | -- | -- | -- | -- | -- | -- | -- | -- | -- | -- | -- | -- |
| Luogo     | C  | T  | C  | T | C  | T  | C  | T  | T  | C  | T  | C  | T  | C  | T  | T  | C  | T  | C  | T  | C  | T  | C  | C  | T  | C  | T  | C  | T  | C  |
| Risultato | N  | N  | P  | V | P  | N  | N  | P  | N  | N  | P  | N  | V  | N  | P  | V  | N  | P  | N  | P  | N  | N  | V  | N  | P  | N  | N  | N  | P  | V  |
| Posizione | 11 | 10 | 10 | 9 | 10 | 10 | 10 | 11 | 10 | 10 | 12 | 11 | 11 | 11 | 11 | 9  | 10 | 11 | 11 | 11 | 11 | 11 | 10 | 10 | 10 | 10 | 11 | 10 | 11 | 10 |

Legenda:

Luogo: C = Casa; T = Trasferta. Risultato: V = Vittoria; N = Pareggio; P = Sconfitta.

### Statistiche dei giocatori
Sono in corsivo i calciatori che hanno lasciato la società a stagione in corso.
| Giocatore      | Serie A  | Serie A | Coppa Italia | Coppa Italia | Coppa Anglo-Italiana | Coppa Anglo-Italiana | Totale   | Totale |
| Giocatore      | Presenze | Reti    | Presenze     | Reti         | Presenze             | Reti                 | Presenze | Reti   |
| -------------- | -------- | ------- | ------------ | ------------ | -------------------- | -------------------- | -------- | ------ |
| K. Bachlechner | 10       | 0       | -            | -            | 4                    | 0                    | 14       | 0      |
| A. Batistoni   | 7        | 0       | -            | -            | 4                    | 0                    | 11       | 0      |
| F. Bergamaschi | 28       | 1       | 2            | 0            | 1                    | 0                    | 31       | 1      |
| P. Busatta     | 24       | 2       | 4            | 0            | 1                    | 1                    | 29       | 3      |
| N. Ciccolo     | 16       | 0       | -            | -            | 3                    | 0                    | 19       | 0      |
| C. Ciceri      | -        | -       | -            | -            | 2                    | 0                    | 2        | 0      |
| G. Cinquetti   | -        | -       | -            | -            | 2                    | 0                    | 2        | 0      |
| A. Colombo     | 0        | 0       | -            | -            | -                    | -                    | 0        | 0      |
| G. Cozzi       | 9        | 1       | -            | -            | 4                    | 1                    | 13       | 2      |
| G. Fagni       | -        | -       | -            | -            | 1                    | 1                    | 1        | 1      |
| M. Giacomi     | 0        | 0       | 0            | 0            | 3                    | -9                   | 3        | -9     |
| C. Jacomuzzi   | 18       | 1       | 4            | 0            | 4                    | 1                    | 26       | 2      |
| D. Landini     | -        | -       | 2            | 0            | -                    | -                    | 2        | 0      |
| L. Luppi       | 28       | 5       | 4            | 1            | 1                    | 0                    | 33       | 6      |
| G. Maioli      | 14       | 0       | 4            | 0            | 4                    | 0                    | 22       | 0      |
| L. Mascalaito  | 30       | 0       | 4            | 0            | 2                    | 0                    | 36       | 0      |
| E. Mascetti    | 28       | 7       | 4            | 0            | 1                    | 0                    | 33       | 7      |
| R. Mazzanti    | 17       | 1       | 4            | 0            | 2                    | 0                    | 23       | 1      |
| E. Monaldi     | -        | -       | -            | -            | 3                    | 0                    | 3        | 0      |
| F. Nanni       | 30       | 0       | 4            | 0            | 1                    | 0                    | 35       | 0      |
| P. Pizzaballa  | 30       | -34     | 4            | -1           | 1                    | -2                   | 35       | -37    |
| R. Ranghino    | 19       | 0       | 4            | 0            | 1                    | 0                    | 24       | 0      |
| M. Righetti    | -        | -       | -            | -            | 1                    | 0                    | 1        | 0      |
| P. Sirena      | 26       | 1       | 4            | 0            | 2                    | 0                    | 32       | 1      |
| G. Zigoni      | 21       | 7       | 1            | 0            | 2                    | 1                    | 24       | 8      |